# Bromur de sodi
El bromur de sodi és una sal de fórmula NaBr molt emprada com a anticonvulsiu i sedant durant el segle xix i fins a principis del segle xx. Aquestes propietats són degudes a l'anió bromur. És un sòlid blanc d'elevat punt de fusió. S'empra com a font d'anions bromur.

## Reactivitat
- El bromur de sodi s'empra en síntesi orgànica com a reactiu nucleòfil per transformar els compostos organoclorats en compostos organobromats.

NaBr + RCl → RBr + NaCl
- El bromur de sodi s'empra com a font de l'element brom, Br₂, fent bombollejar clor, Cl₂, dins d'una dissolució de NaBr.
- El NaBr també és una font de bromur d'hidrogen, HBr, fent-lo reaccionar amb un àcid fort no volàtil, com l'àcid fosfòric:

NaBr + H₃PO₄ → HBr + NaH₂PO₄
- Seguidament el bromur d'hidrogen obtingut, HBr, pot oxidar-se a brom, Br₂, emprant diòxid de manganès, MnO₂, o àcid sulfúric concentrat, H₂SO₄.

## Aplicacions

### Reactiu de síntesi
- Halogenació de derivats de la resorcina[1]
- Preparació de trans-1,2-bromocarboxilats[2]
- Apertura regioselectiva d'oxirans catalitzada per bromur de sodi[3]
- Emprat en sistema trifàsic per a bromació/oxidació[4]
- Mètode per a preparació de bromurs d'alquil primaris a partir dels corresponents cloro derivats[5]
- Emprat en un mètode per a la α-bromació de dimetilacetals[6]

### Medicina
- Com a hipnòtic, anticonvulsiu, i sedant.